# Charles Lang
Charles Bryant Lang Jr. (født, 27. marts 1902, død 3. april 1998) var en amerikansk filmfotograf. Med 18 Oscar-nomineringer er Lang en af filmhistoriens mest succesfulde filmfotografer.